# Molybdofornacit
Molybdofornacit ist ein sehr selten vorkommendes Mineral aus der Mineralklasse der „Sulfate (einschließlich  Selenate, Tellurate, Chromate und Wolframate)“ mit der chemischen Zusammensetzung Pb2Cu[OH|(Mo,Cr)O4|(As,P)O4] mit Mo > Cr und As > P. Damit ist das Mineral ein Blei-Kupfer-Molybdat-Arsenat mit zusätzlichen Hydroxidionen (OH−).
Molybdofornacit kristallisiert im monoklinen Kristallsystem und entwickelt bis zu einem Millimeter lange, prismatische bis leistenförmige, nach der b-Achse gestreckte Kristalle mit hoher Lichtbrechung und deutlichem Diamantglanz.

## Etymologie und Geschichte
Als Entdecker des Molybdofornacits gilt der Mineraliensammler A. Deininger aus Windhoek (Namibia), der das Untersuchungsmaterial für die Typpublikation zur Verfügung gestellt hat und erstmals auf die unidentifizierte Phase, die sich später als Molybdofornacit erwies, aufmerksam machte.  Das Mineral wurde von einem Forscherteam an der Universität Bochum um Olaf Medenbach, K. Abraham und W. Gebert untersucht. Nachdem es durch die International Mineralogical Association (IMA) im Jahre 1982 anerkannt wurde, erfolgte 1983 die offizielle Erstbeschreibung. Die Autoren benannten das Mineral aufgrund der chemischen Zusammensetzung und der strukturellen Verwandtschaft mit Fornacit.
Die Holotypstufe (Typmaterial) befindet sich in der Sammlung  des Instituts für Mineralogie, Geologie und Geophysik der Ruhr-Universität Bochum.

## Klassifikation
In der veralteten 8. Auflage der Mineralsystematik nach Strunz war der Molybdofornacit noch nicht aufgeführt.
In der zuletzt 2018 überarbeiteten Lapis-Systematik nach Stefan Weiß, die formal auf der alten Systematik von Karl Hugo Strunz in der 8. Auflage basiert, erhielt das Mineral die System- und Mineralnummer VI/F.02-030. Dies entspricht der Klasse der „Sulfate, Chromate, Molybdate und Wolframate“ und dort der Abteilung „Chromate [CrO4]2−“, wo Molybdofornacit zusammen mit Deanesmithit, Edoylerit, Fornacit, Georgerobinsonit, Phönikochroit, Reynoldsit, Santanait, Vauquelinit und Wattersit eine unbenannte Gruppe mit der Systemnummer VI/F.02 bildet.
Die von der International Mineralogical Association (IMA) zuletzt 2009 aktualisierte 9. Auflage der Strunz’schen Mineralsystematik ordnet den Molybdofornacit in die Klasse der „Sulfate (Selenate, Tellurate, Chromate, Molybdate und Wolframate)“ und dort in die Abteilung „Chromate“ ein. Hier ist das Mineral in der Unterabteilung „Mit PO4, AsO4, SiO4“ zu finden, wo es zusammen mit Fornacit die „Fornacitgruppe“ mit der Systemnummer 7.FC.10 bildet.
In der vorwiegend im englischen Sprachraum gebräuchlichen Systematik der Minerale nach Dana hat Molybdofornacit die System- und Mineralnummer 43.04.03.03. Das entspricht der Klasse der „Phosphate, Arsenate und Vanadate“ und dort der Abteilung „Phosphate“. Hier findet er sich innerhalb der Unterabteilung „Zusammengesetzte Phosphate etc., (Wasserfreie zusammengesetzte Anionen mit Hydroxyl oder Halogen)“ in der „Vauquelinitgruppe“, in der auch Vauquelinit und Fornacit eingeordnet sind.

## Kristallstruktur
Molybdofornacit kristallisiert im monoklinen Kristallsystem in der Raumgruppe P21/c (Raumgruppen-Nr. 14) mit den Gitterparametern a = 8,100 Å; b = 5,946 Å; c = 17,65 Å und β = 109,17° sowie vier Formeleinheiten pro Elementarzelle.
Molybdofornacit ist isotyp (isostrukturell) zu Fornacit und Vauquelinit, d. h., dass er mit der gleichen Kristallstruktur wie Fornacit kristallisiert. Im Fornacit sind die beiden nicht äquivalenten Pb-Ionen von neun O-Atomen umgeben. Das Cu2+-Ion weist die Koordination 4+2 auf. (As,P) und Cr sind tetraedrisch von O-Atomen umgeben. Die Struktur des Fornacits lässt sich als aufgebaut aus dicken Schichten von miteinander kantenverbundenen Pb[9]-Polyeder, parallel zu (001) durch z ≈ 0 und c/2, und aus Zickzackketten von kantenverbundenen CuO4(OH)2-Pseudo-Oktaedern parallel [010] (längs der Schraubenachse) beschreiben. Die AsO4- und die CrO4-Tetraeder verknüpfen die Schichten aus den Pb-Polyedern sowie die Cu-Ketten zu einem dreidimensionalen Netzwerk. Das Fehlen von Vorzugsrichtungen erklärt auch die schlechte Spaltbarkeit des Minerals.

## Chemismus
Molybdofornacit ist das molybdändominante Analogon zum chromdominierten Fornacit und ferner auch das arsendominante Analogon zu einem unbenannten phosphordominierten Analogon. Er hat die gemessene Zusammensetzung Pb1,97Cu0,98(As0,86P0,23)Σ=1,09O4(Mo0,77Cr0,17)Σ=0,94O4(OH), die Mischkristallen von Molybdofornacit mit Fornacit entspricht. Für Tsumeb gilt, dass die von dort stammenden Kristalle einen Gehalt von 60–80 Mol-% Molybdofornacit-Endglied enthalten, was auf einen intensiven chemischen Zonarbau im Inneren der Kristalle zurückzuführen ist.

## Eigenschaften

### Morphologie
Molybdofornacit bildet bis 1 mm lange, prismatische bis leistenförmige, nach [010] gestreckte Kristalle, die leicht abgeplattet und in Richtung der b-Achse auch gestreift sind. Aufgrund der Kleinheit ließen sich an ihnen keine Flächenformen identifizieren. Sie sind einzeln aufgewachsen oder in losen Büscheln aggregiert. Selten sind V-förmige, im Winkel von 120° miteinander verwachsene Kontaktzwillinge, die den „Butterfly-Zwillingen“ des Calcits ähneln.

### Physikalische und chemische Eigenschaften
Die Kristalle des Molybdofornacit sind leuchtend hellgrün bis olivgrün, die Strichfarbe des Minerals wird als gelbweiß beschrieben. Die durchsichtigen Kristalle weisen einen ausgeprägten diamantartigen Glanz auf, was sich auch in der vergleichsweise hohen Lichtbrechung von 2,08 bis 2,12 widerspiegelt.
Das Mineral weist keine Spaltbarkeit auf, bricht aber aufgrund seiner Sprödigkeit ähnlich wie Glas oder Quarz schon bei geringer mechanischer Beanspruchung, wobei die Bruchflächen muschelig ausgebildet sind.
Mit einer zwischen 3 und 4 liegenden Mohshärte gehört Molybdofornacit zu den mittelharten Mineralen und liegt damit zwischen den Referenzmineralen Calcit und Fluorit. Die berechnete Dichte liegt bei 6,6 g/cm³.
Molybdofornacit löst sich in kalter verdünnter HCl unter Bildung eines weißen Rückstandes.

## Bildung und Fundorte

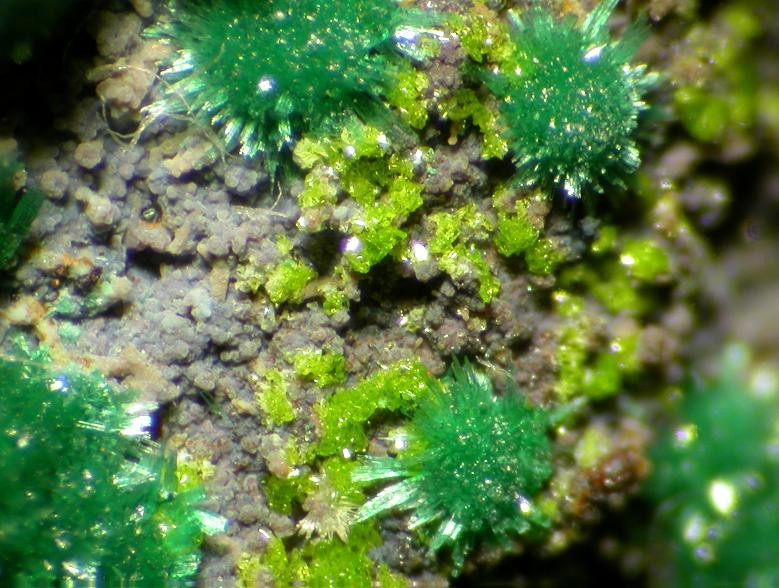
Krusten aus gelblichgrünen Molybdofornacit-Kristallen zusammen mit Malachit aus der „Miniera San Pablo“ bei Inca de Oro, Region Atacama, Chile (Sichtfeld: 4 mm)

Molybdofornacit bildet sich sekundär und trat in der unteren Oxidationszone der in Dolomitsteinen sitzenden hydrothermalen polymetallischen Erzlagerstätte Tsumeb auf. Der genaue Herkunftsort der ca. 2 × 3 cm messenden Typstufe Molybdofornacit innerhalb der Lagerstätte Tsumeb ist nicht bekannt. Begleitminerale des Molybdofornacits sind bis 1 mm große Dioptas-Kristalle und hellgrüner Duftit in feinkristallinen Aggregaten. Die Stufe besteht aus einem feinkörnigen, lockeren Gemenge von Quarz, Calcit und pulverigen Fe-Hydroxiden, wie es für viele Dioptas-Stufen aus der tiefen Oxidationszone von Tsumeb charakteristisch ist. Zu der sehr typischen Vergesellschaftung von Molybdofornacit mit Dioptas und Eisenoxiden tritt auf anderen Stufen häufig noch Wulfenit hinzu.
Als sehr seltene Mineralbildung ist Molybdofornacit nur von einigen wenigen Fundorten beschrieben worden. Bisher (Stand 2016) sind lediglich ca. 15 Fundorte bekannt. Als Typlokalität gilt die weltberühmte Cu-Pb-Zn-Ag-Ge-Cd-Lagerstätte der „Tsumeb Mine“ (Tsumcorp Mine) in Tsumeb, Region Oshikoto, Namibia.
In Deutschland trat Molybdofornacit aus einem verkieselten Barytgang am Punkt 5.0 an der Borsteinklippe bei Reichenbach, Ortsteil von Lautertal (Odenwald) im Odenwald (Hessen), sowie am Raubschloss (Grube Alte Burg) bei Gräfenroda im Thüringer Wald, Thüringen, auf. In der Schweiz kam das Mineral in dem ehemaligen Cu-Ag-Pb-Bergwerk Gosan, Saint-Luc, Val d’Anniviers, Kanton Wallis, vor. Fundorte in Österreich sind unbekannt.
Ferner ist das Mineral aus dem „Filon Ste Barbe“ in der „Mine des Montmins“, Échassières, Ébreuil, Département Allier, Auvergne, Frankreich sowie aus der „Miniera San Pablo“, Inca de Oro, Provinz Chañaral, der „Miniera Dulcinea de Llampos“, Distrikt Cachiyuyo de Llampos, Provinz Copiapó, beide Región de Atacama, Chile, und einer größeren Anzahl von Fundstellen in den Vereinigten Staaten bekannt. Zu diesen gehören in Arizona die „Charleston Lead Mine“, die „Empire Mine“ und Tombstone, alle im Tombstone District, Tombstone Hills, Cochise County, die „Moon Anchor Mine“ bei Hummingbird Spring und die „Tonopah-Belmont Mine“ bei Belmont Mountain, Tonopah, beide im Osborn District, Big Horn Mts, Maricopa County, sowie die „Rawhide Mine“, Buckskin Mts, Mohave County, ferner in Nevada die „Alice Mine“ bei Goodsprings im gleichnamigen District, Spring Mts, Clark County (Nevada), die „Silver Coin Mine“ bei Valmy, Iron Point District, Humboldt Co., sowie die „Belmont Mine“ bei Belmont im gleichnamigen Distrikt, Toquima Range, Nye County, und schließlich in New Mexico der „Comfort Claim“ in der Mahoney Mining Area, Tres Hermanas District, Luna County.
Gelegentlich wird als Fundpunkt für Molybdofornacit auch die 3 km nordwestlich von Magdalena bei Silver Hill liegende „Bullfrog No. 2 Mine“, North Magdalena District, Socorro County, New Mexico, angegeben – das hier gefundene Mineral hat sich aber als Fornacit erwiesen.

## Verwendung
Mit einem PbO-Gehalt von rund 56 Gew.-% wäre Molybdofornacit ein reiches Bleierz. Aufgrund seiner extremen Seltenheit ist das Mineral jedoch ausschließlich für Sammler interessant.